# El Pedregal, Spanien
El Pedregal är en ort i Spanien.   Den ligger i provinsen Provincia de Guadalajara och regionen Kastilien-La Mancha, i den centrala delen av landet, 180 km öster om huvudstaden Madrid. El Pedregal ligger 1 188 meter över havet och antalet invånare är 105.
Terrängen runt El Pedregal är varierad. Runt El Pedregal är det mycket glesbefolkat, med 3 invånare per kvadratkilometer. Närmaste större samhälle är Monreal del Campo, 18,1 km öster om El Pedregal. Omgivningarna runt El Pedregal är i huvudsak ett öppet busklandskap.